# 약사초등학교
약사초등학교는 대한민국 울산광역시 중구에 있는 초등학교로, 1982년 3월 9일에 개교되었다.

## 학교 연혁
- 1981년 8월 27일 약사초등학교 설립인가
- 1982년 3월 9일 18학급 개교
- 1986년 3월 5일 병설 유치원 개원(2학급)
- 1986년 12월 1일 평산초등학교 분리
- 2003년 11월 12일 울산광역시교육청 지정 주5일수업제 시범학교 보고
- 2005년 11월 24일 울산광역시교육청 지정 녹색학교 시범학교 보고
- 2005년 3월 1일 무룡초등학교 분리
- 2010년 2월 18일 제28회 졸업식 (졸업생 216명, 누계 9054명)
- 2010년 3월 1일 제11대 강인중 교장 부임
- 2010년 3월 1일 35학급 편성 (특수반1학급), 유치원 2학급
- 2010년 10월 8일 울산광역시교육청지정 학교안전 시범학교 보고
- 2012년 2월 17일 제30회 졸업식 (졸업생 179명, 누계 9,468명)
- 2012년 3월 1일 32(1)학급 편성 (특수반 1학급 포함), 유치원 2학급
- 2013년 2월 21일 제31회 졸업식(졸업생 164명, 누계 9,632명)
- 2013년 3월 1일 30학급편성(특수반1학급),유치원2학급
- 2013년 3월 1일 제12대 송우준 교장 부임
- 2014년 2월 19일 제32회 졸업식(155명 졸업, 누계 9787명)
- 2014년 3월 1일 제13대 김종훈 교장 부임
- 2014년 3월 1일 30(1)학급 편성(특수반 1학급 포함), 유치원 2학급

## 학교 상징
- 교화 - 국화 : 미래의 꿈과 희망을 상징하며 소박한 마음으로 사랑을 실천하는 겸손하고 정직한 어린이, 맑고 깨끗하며 참되고 올바른 몸가짐으로 고귀한 세계로 향하는 꿈을 키우는 학생이 되길 바라는 뜻이 담겨 있다.
- 교목 - 느티나무 : 느티나무는 우람한 둥지와 무성한 나뭇가지가 태풍에도 끄떡없이 견뎌낼 수 있도록 견고한 뿌리를 내려, 본교의 무한한 발전을 상징한다.